# Насингбе Ејадема
Насингбе Ејадема, рођен под именом Етјен (фр. Gnassingbé Eyadéma; Пја, 26. децембар 1935 — Тунис, 5. фебруар 2005), био је генерал и председник Тогоа од 1967. до 2005. године. Био је на челу једностраначког режима до 1990-их када је дозволио вишестраначје. У време своје смрти, Насингбе Ејадема је био најдуговечнији вођа неке земље у Африци.

## Биографија
Рођен је 1935. године у селу Пја, у сељачкој породици из племена Кабје. Француској војсци се придружио 1953, након чега је учествовао у Првом индокинеском и Алжирском рату. Након готово 10 година службе у француској војсци, вратио се у Того 1962. године.
Био је вођа пуча 1963. у којем је свргнут први тогоански председник Силванус Олимпио (убијен током пуча), али није се успео на власт него је поставио Николаса Границког. Године 1967. је био вођа и другог пуча против Границког, након чега се прогласио председником и министром народне одбране 14. априла 1967. године.

### Председник
Три године након доласка на власт, Ејадема је основао владајућу странку Збор тогоанског народа (ЗТН) и победио на изборима 1972. без противкандидата. Нови устав је био усвојен 1979. чиме је барем номинално враћена цивилна власт. Избори Ејадеме за председника темељили су се на принципу да је преузимао нови седмогодишњи мандат након одабира за председника ЗТН-а. На тај је начин задржао власт након 1979. и 1986. године.
Током владавине је преживео неколико покушаја атентата: пад авиона 1974. (званична историографија тврдила је да је он био једини преживели, али то није било истина), а када је телохранитељ пуцао на њега, Насингбе је након операције задржао метак као амајлију.
Упркос свему одржао се на власти захваљујући подршци војске, па тако и приликом увођења промена у земљи након 1991. године, када је дозволио вишестраначје и деловање опозиције. На председничким изборима 1993, које је опозиција бојкотовала, обезбедио си је још један мандат, освојивши 96,42% гласова. Победио је и на изборима 1998, када је освојио 52,13% гласова. Европска унија је још 1993. ускратила помоћ Тогоу због сумњи у регуларност избора.
Крајем децембра 2002. устав је измењен тако да је Ејадеми било обезбеђено да освоји и трећи председнички мандат од преласка на вишестраначје. Након тога је поново победио на изборима 2003. године, освојивши 57,78% гласова. Након тога је још једном изменио устав где је временски праг за вршење председничке функције снизио са 45 на 35 година. Јавност је закључила да је на тај начин обезбедио своме сину Фору да га наследи на месту председника.
Био је председник Организације афричког јединства од 2000. до 2001. године.

### Култ личности
Током дугогодишње владавине изградио је јаки култ личности: у многим јавним установама стајао је његов портрет, дан када је преживео први атентат славио се као „Празник победе над силама зла“, а неко је време чак излазио и стрип у којем је Ејадема био суперхерој с наднаравним моћима.

### Смрт и сахрана
Умро је 5. фебруара 2005. године у авиону док је летео изнад Туниса. У званичној изјави владе стајало је да је умро од срчаног удара. У време своје смрти био је надуговечнији вођа неке афричке земље.
Заповедник тогоанске војске прогласио је његовог сина, Фора Насингбеа, за новог председника Тогоа. Насигбе је првобитно иступио с функције после негативне реакције међународних организација, али се након победе на изборима 24. априла поново вратио на место председника .
Сахрана Насингбеа Ејадеме одржана је 13. марта 2005. у присуству многих афричких шефова држава.